# Shun Kazami
Shun Kazami là một trong những nhân vật chính của series bakugan.
Lồng tiếng bởi: Chihiro Suzuki (bản Nhật) và Zachary Bennett (bản Anh) 
Tuổi: 13 (phần 1), 16 (phần 2), 17 (phần 3) và 18 (phần 4)
Giới tính: Nam
Thuộc: Battle Brawlers, Bakugan Brawler Resistance và Nethian Castle Knights
Thuộc tính chính: Ventus - gió
Bakugan: Storm Skyress (cũ), Master Ingram, Hawktor và Lumino Dragonoid (phần 3 tập 16 và 17)
Thiết kế nhân vật
Bộ đồ Shun mặc ở phần 1 là một cái áo thun màu đen ở trong và 1 áo khoác màu tím chẻ làm 3 ở bên ngoài (2 bên và sau lưng ^^). Cậu mặc quần màu đen với dây kéo màu nâu quanh chúng (tớ thì thấy giống cọng dây thừng hơn ^^"). Tóc cậu màu đen, chia làm 2 phần. Phần đầu là mái tóc rũ xuống phía trước, còn phần kia được cột gọn sau gáy thành đuôi ngựa. Mắt cậu màu nâu nhạt (thấy giống màu cam hơi hơi ngả sang hổ phách hơn:P) và luôn có cảm giác rất buồn.
Trong Bakugan New Vestroia, đồ Shun mặc là 1 áo len cổ lọ màu xám đen không tay bên trong và 1 áo khoác màu xanh bên ngoài. Cậu đeo găng tay kéo lên cao đến bắp tay, 1 đôi bốt màu đen. Tóc cậu không khác gì phần 1 chỉ có điều là bị cắt ngắn tới ngang cổ (nhìn nam tính hơn phần 1, tớ cũng thích bộ đồ phần 2 nhất:D)
Trong Gundalian Invaders (tạm dịch "những kẻ xâm lược từ Gundalia"), cậu mặc một cái áo màu xanh thiết kế theo kiểu ninja điểm thêm màu tím và vàng, quần đen và 1 đôi giày màu xanh, tím (oh, rất thích đôi giày XD).
Tính cách
Shun là một trong những chiến binh bình tĩnh nhất series. Hầu như rất ít khi thấy cậu bối rối hay nổi nóng, và khi cậu nổi nóng thì giọng cậu chuyển sang rất ngầu (dù giọng bình thường của Shun đã khá trầm). Shun là một con sói cô độc và luôn tập trung vào trận chiến.
Tường thuật sơ chi tiết – story
Shun Kazami sống ở tỉnh (có lẽ ở đây có nhiều rừng thuận lợi để luyện kĩ năng ninja hơn ^^) và là 1 chiến binh thuộc tính Ventus. Cậu là 1 ninja đầy khát vọng, được huấn luyện bởi ông của mình. Cậu cô độc và sẵn sàng giúp những người bạn của mình bằng bất cứ giá nào. Cùng với Dan Kuso, người bạn thân thời thơ ấu, cậu tạo ra luật chơi bakugan. Cậu từng là người đứng đầu bảng xếp hạng cho đến khi Masquerade và tay sai của mình chi phối chúng, cũng do ông cậu không cho cậu chơi bakugan thế nên sau đó cậu rớt xuống hạng 6. Sau khi đánh bại Komba, cậu lên hạng 5. Hiện nay thì Shun hạng 3.
Mẹ cậu bị bệnh nặng, khi bà rơi vào trạng thái hôn mê thì Shun bỏ chơi bakugan, còn ông cậu thì bắt đầu kềm cặp cậu vì bây giờ mẹ cậu đang bị bệnh, nên ông có trách nhiệm trông nom cậu đến khi mẹ cậu khỏe hơn, cậu không chơi bakugan nữa và tập trung vào luyện các kĩ năng ninja. Dù cho cuối cùng ông cũng cho phép cậu chơi lại thế nhưng mẹ cậu vẫn mất (tội Shun ghê...)
Shun đã 1 lần định rời khỏi nhóm do Dan bảo là không cần cậu. Alice cố gắng thuyết phục cậu quay lại và sau khi đấu với Komba, Dan xuất hiện và xin được Shun tha thứ và cậu đã chấp nhận. Đây cũng là lúc cậu nhận ra cậu cần nhất chính là những người bạn của mình. Sau khi đánh bại Komba, Shun được Komba năn nỉ cho đi theo học làm ninja.
Khi tất cả còn đang băn khoăn không biết ai là gián điệp, Shun cũng được những người khác xem là gián điệp cùng Alice. Julie hiểu lầm ông cậu là Hal-G nhưng nhờ sự giúp đỡ của Skyress, hiểu lầm đã được hóa giải. Dan trách Shun chuyện cậu đến mà không báo trước nhưng Alice lập tức bênh vực Shun, nói đó không phải lỗi cậu và cậu không cần phải xin lỗi (he he, hint đây mà..)
Sau khi Dan đến Doom Dimension (tạm gọi là "không gian chết" hay "vùng đất chết" theo HTV3), Shun được Masquerade thách đấu và quyết định đến Doom Dimension cùng những người khác.
Khi cậu đang bị thử thách ở Doom Dimension bởi Ventus Lord, cậu phải đấu với hình dạng lúc còn nhỏ của mẹ mình. Khi cậu gần như thua và sẽ bị kẹt ở đây mãi mãi thì Skyress đã giúp cậu nhận ra cậu còn có bạn bè, những người đang rất cần cậu và cậu cũng thế. Sau đó Skyress tiến hóa thành Storm Skyress. Khi Dan và Drago phải chiến đấu để giúp bakugan này tiến hóa, Shun và Storm Skyress là đối thủ cuối cùng. Dan đã đánh bại Shun và giúp Drago tiến hóa.
Cậu bị sốc khi phát hiện Alice chính là Masquerade, cậu nhận xét việc tại sao Masquerade lại "thông minh" đến vậy (ám chỉ việc chiến đấu), điều này làm Alice khóc và quay trở về Nga. Điều này được cho là do cậu quá giận bởi về chuyện Alice là Masquerade. Sau khi Alice cứu Dan và Drago, cậu lại xem cô là bạn như cũ, sau đó, cậu cùng Skyress giúp Alice, Joe và Wavern phân tán sự chú ý của Naga để có thể kéo dài thời gian cho họ nhưng họ dễ dàng bị đánh bại bởi sức mạnh của Silent Core (tạm gọi "Lõi tĩnh lặng"). Sau khi trận chiến kết thúc, Skyress cùng những bakugan khác trở về Vestroia.